# Petshop of Horrors
『Petshop of Horrors』（ペットショップ・オブ・ホラーズ）は、秋乃茉莉によるファンタジー漫画、またホラー漫画。D伯爵と呼ばれる中国人の青年が営む不思議なペットショップにまつわる1話完結型の連載作品。
続編として『新 Petshop of Horrors』と、舞台を110年前の過去に移し主人公を前作までとは別人にした新シリーズの『Petshop of Horrors パサージュ編』『Petshop of Horrors 漂泊の箱舟編』がある。

## 概要
1995年に宙出版の月刊漫画雑誌「アップルミステリー」で連載開始。1998年の同誌休刊以降はぶんか社の月刊漫画雑誌「ホラーM」で連載されていた。
1999年3月にアニメ化され、TBSの深夜番組である『ワンダフル』枠内で放送された。
2004年4月に朝日ソノラマの漫画雑誌「ネムキ」の増刊である季刊「夢幻館」において、作品内の舞台をロサンゼルスのチャイナタウンから新宿の歌舞伎町に移した『新 Petshop of Horrors』の連載がスタート。2009年4月に「夢幻館」が休刊となり、同年8月よりウェブコミック誌「ホラー＆ファンタジー倶楽部」に移行して再スタートした。
2013年3月、ハーレクインのファンタジー漫画雑誌「夢幻燈」において『Petshop of Horrors パサージュ編』が連載開始。主人公はD伯爵の祖父にあたる人物で、舞台は19世紀末のパリとなっている。2015年3月より、月間漫画雑誌「ハーレクインオリジナル」にて不定期に掲載されていた。
2018年から「夢幻燈」で新シリーズ『Petshop of Horrors 漂泊の箱舟編』が連載されている。

## あらすじ

### Petshop of Horrors
ロサンゼルスのチャイナタウンに「カウントディー」という屋号のペットショップがあった。その店番をつとめる通称「D伯爵」と呼ばれる謎めいた中国人青年を中心に、ペットショップにやってくる客と彼らがペットとして購入した動物、そしてDの店に通う刑事の青年が織りなすミステリアスファンタジー。D伯爵の店では犬猫や鳥・ウサギなどのポピュラーな動物からワシントン条約スレスレの貴種珍種、はたまた幻獣瑞獣や既に絶滅した種などあらゆる動物を扱っており、一部の顧客には動物が人間の姿に見えるというが、それがお香などによる幻覚作用によるものか、実際に動物達が人間に化身した姿を目にしているのか詳細は不明である。
顧客はペットに理想の異性や亡くした子供や恋人を投影する場合が多く、人間の隠された内面や心の闇に重点をおいているため、かなり残虐な表現や描写が多い。
各話には「D」で始まるスペリングのタイトルが付けられている。ただし「花と刑事さん」シリーズなどの番外編はのぞく。

### 新 Petshop of Horrors
新宿の歌舞伎町に「新中華街（ネオチャイナタウン）」というビルが作られた。その中の一店舗であるペットショップ「寵物店」の店主「D伯爵（カウント・ディー）」を中心としたストーリー。前作のレオン・オルコットのような位置付けの人物としては、ビル「新中華街」の総支配人の息子、劉武飛（ラウ・ウーフェイ）が新しく登場する。前作にあった残虐な描写は少なくなり、かわりに社会風刺や時事・経済要素が強くなっている。

### Petshop of Horrors パサージュ編
1899年のフランス・パリにある寂れたパサージュに新しくオープンしたペットショップ「D」。店主は「D伯爵（カウント・ディー）」という謎めいた中国人の青年であった。前作までのD伯爵の祖父が主人公のストーリー。

### Petshop of Horrors 漂泊の箱舟編
時空間を自由に航行できる箱舟に乗ってＤ伯爵が旅をする。

## 主な登場人物

### Petshop of Horrors
D
ロサンゼルスの中華街でペットショップを営んでいる中国人の青年。外見は20歳前後。ワンレングスのショートボブにオッドアイ。常に旗袍を基調とした衣装を纏っており、微笑を称えている。物腰は丁寧で中性的だが慇懃無礼と捉える者も多い。本名、国籍、出身、家族構成などは一切不明。
甘いお菓子に目がない。また、屋根の上に飛び上がれるほど身のこなしが軽く、レオン・オルコット曰く「妙な拳法」が使え、動物たちと意思疎通や会話が出来る・人間が纏っているオーラや「気」が判別できる・他人の記憶消去といった特殊能力を備えている。また幻獣や動物の生命を何よりも尊く考えている。Dの祖先は元々中国の山奥に住み、動物と意思疎通ができたため地元の住民から巫女・仙人として崇められていた一族であったが、時の権力者の怒りを買い一族郎党皆殺しにされる。一族の最後の一人が死にゆく際、人間に殺戮され滅ぼされた動物たちの切なる叫びを聞き、人間への復讐を決意。
死に至ると、その人物の外見や特徴や能力・遺伝情報をそっくり受け継いだ赤子が転生し、年長者や先達者がその赤子を生育するといったシステムらしい

レオン・オルコット
ロス市警の刑事。長身痩躯・金髪碧眼の青年。正義感が強く刑事としての勘も鋭いが、言動やマナーは粗暴。
頻発する怪事件の裏に「中華街にあるペットショップで動物を購入した」という共通項がある事を突き止めた彼は上司の「中華街は治外法権」というアドバイスも聞かず、捜査と称しペットショップに足繁く通うようになる。当初はDを人身売買・薬物取引・危険で違法な動物販売の常習犯と疑惑の目で見ていたが、ペットショップで起こる不思議な現象に接するうちに知ってか知らずかDに懐柔され、事件捜査の協力を求めたり、また共に事件の真相解明にあたったりするようになった。また物語中盤では精神面でハンディキャップを背負う弟をペットショップに預けるようになる。
最終話でDの父により足に重傷を負い、ビル爆発に巻き込まれそうになるがDに助けられ生還。その後、Dの痕跡を求めベルリンや日本など世界各地を訪ね歩くようになる。『新Petshop of Horrors』のラストにも登場しているが、その際は自身を「元刑事」と名乗っていることから警察は退職した模様。

クリス（クリストファー）・オルコット
レオンの実弟だが、母親が高齢出産で生んだため彼とは歳がだいぶ離れている。生後すぐに実母を亡くし、東海岸に住む叔母夫婦に引き取られ実子として育てられていたが、義姉との諍いから失語症を患い、レオンの元へやってくる。事件捜査で深夜まで多忙な彼は、“三日間だけ”と押しつけるように彼をD伯爵に預け、成り行きでそのままペットショップで暮らすことになる。D伯爵の“お客”以外でペットショップの動物たちが人型に視えている稀有な存在。クリスはペットショップの動物のことを「変わった人間たち」だと思い込んでいる。
後に叔母夫婦と従姉妹とは和解し同時に失語症が完治するが、同時に動物達の声は聞こえなくなり、人型の姿も見えなくなった｡『Petshop of Horrors』最終話に登場する成長後は兄と同じく刑事の道を歩んでいる。
Dの父
腰まである長髪にDと同じ顔・遺伝子・特殊能力を持つ。D同様、外見は20歳そこそこにしか見えない。通称はDと同じくD伯爵（カウント・ディー）。1975年前後、香港からの留学生としてニューヨーク州立大学医学部に在籍、遺伝子工学を学んでおり、そこでウェスカー・ハウエルと知り合った。動物の生命や感情を何より優先するDに対し、父は目的達成のためなら多少の犠牲は構わないという考えを持ち、Dとは折り合いが悪い。『Petshop of Horrors』最終話で殺害されるが赤子に生まれ変わる。
Qちゃん
角兎（ヴォルパーティンガー）。ウサギの体に角が生え、背中に蝙蝠のような翼を持つ。いつもD伯爵の側にいて彼の手助けをしている。正体はD伯爵の祖父で依代としてDの片目を拝借していた。
某国の独裁者の愛人とされる女性やアメリカの下院議員の曽祖父に麒麟を売り、ユダヤ人女性の父親にテディベアーを、南米のインカ帝国の末裔にジャガーを売ったのはこの祖父である。
もう一人のD
『Petshop of Horrors』最終話ラストで、刑事になったクリスが訪ねた店にいたD（橋などの背景から場所はサンフランシスコと思われるが詳細の記述はなし）髪型がオールバックになっているが、上記する赤子に生まれ変わったDの父親の成長した姿だと思われる
ウェスカー・ハウエル警部
FBI捜査官。若い頃ニューヨーク州立大学でDの父親と親しくしていた経緯があり、大学卒業後FBIに入局、Dについての情報を掴む。Dを不老不死の人間と考えている。
ジル
ロス市警の女性刑事でレオンの同僚。レオンとは違いDには好意的
刑事部長
アフリカ系アメリカ人の中年男性でレオンやジルの上司。レオンに「中華街は一種の治外法権であり、明確な証拠や裏付けがないと操作できない」と忠告している。Dの店で妻がハムスターを買ったため、Dとも顔見知りである。

### 新 Petshop of Horrors
劉武飛（ラウ・ウーフェイ）
新宿の歌舞伎町に新しく出来たアミューズメントビル「新中華街（ネオチャイナタウン）」の若き支配人。通称『太子（タイズー）』。上海に本社を持つ劉コーポレーションの跡取り息子。表向きは真っ当なビジネスマンだが、裏では歌舞伎町を牛耳ろうとしている上海系マフィアの元締めという顔を持つ。裏社会で生きる者達にもよく知られており、命を狙われることもある。新中華街ビルのテナントの1つであるペットショップの怪しげな噂を耳にして、D伯爵の素性を探り追い出そうとしている。目的のためには手段を選ばず、金に糸目を付けない。
幼い頃、上海の屋敷で一緒に育った女性・春麗（シュイリー）に想いを寄せていたが、後に父が愛人に生ませた異母姉と知り失望。思いを振り切るかの様に日本に渡る。その為父の事は尊敬しつつも、彼女との一件から内心では憎悪の念を燃やしている。
陳（チン）
劉家に仕え、武飛が少年の頃から世話係をしている中年の男性。常に武飛と共に行動し、彼を公私に渡って支え、他人と諍いを起しがちな武飛を諌めたりもしている。劉家に身を捧げているので独身。控え目で人当たりの良い普通のおじさんにしか見えないが、銃を携帯しており、いざという時には発砲するなど武飛の護衛役も務めている｡「ロミジュリ」といったメロドラマ系や感動ものに目がない。
フェムト（ファラオ）
同作者の漫画『霊感商法株式会社』のメインキャラクターで、ときどきD伯爵のペットショップに遊びに来ているエジプト人の少年。見た目は褐色の肌をした普通の少年だが、その正体は、若くして暗殺された古代エジプトのファラオ（王様）の魂と、彼のペットだった黒猫の魂を合わせ持つ、半人半猫の幽霊である。とある事件により、かつてファラオが飼っていた黒猫“フェムト”のミイラにファラオの魂が宿り、実体を伴って現代に甦った。人間の少年（ファラオの生前の姿）と黒猫の姿に自在に変身することができる。D伯爵や動物たちは素性を知っているため「王様」と呼び慕っている。半分人間・半分猫の幽霊なので、他の幽霊や動物たちとも普通に会話ができる。霊能者・常盤矩成の家に同居し、携帯電話やゲーム機を持ち歩くなど、現代の子供と同様の生活をしている。食事は人間用と猫用のどちらでも摂ることが可能。ファラオの年齢は14歳だが、外見がやや幼く性格も子供っぽい。

### Petshop of Horrors パサージュ編
D
D伯爵（カウント・ディー）。パサージュ編の主人公。19世紀末、フランス・パリの寂れたパサージュでペットショップを営んでいる。某国の王妃の寵愛を受け爵位を授けられたが年金も領地も賜っておらず、爵位を与えた国も既に滅んだと語っている。Dと同じく動物と会話が出来るなどの不思議な能力を持ち、外見も同じでワンレンのショートボブに旗袍を纏っている。オッドアイではない。甘いものが大好き。
ヴィクトル・ド・リジュリエンヌ男爵
D伯爵のペットショップに客として訪れた金持ちの若い男性。かつては広大な領地を持つ名門貴族であったがフランス革命時に領地は消失し、今は新大陸との貿易で儲けていると語る。『不思議の国のアリス』に登場するドードーや笑う猫、絶滅寸前のリョコウバトなどを購入して以来、珍しい動物（特に架空の動物）とD伯爵に興味を示し、ペットショップに入り浸る。

### ペットショップの動物
テっちゃん虎の牙と爪に人間の顔、羊の体を持ち、なんでも食べてしまうと言われる中国の幻獣「饕餮」。テっちゃんは純血種の饕餮ではなくアメリカで野生化した種である。人間の姿ではワイルドなロングヘア、素肌にベスト、大振りのネックレスやブレスレットをつけサッシュベルトで結ぶタイプの旧式のズボンを履いた青年
ポンタアライグマ。レオンはタヌキと呼んでいた。人間の姿は縦ロールの髪の毛にフリルやリボンを多用したドレスを着用した少女
天ちゃん（阿天）千年生きた狐がなると言われる天狐という幻獣（妖怪）。いわゆる九尾の狐。

## テレビアニメ
1999年3月1日から3月25日に、TBS系テレビ番組「ワンダフル」内のアニメ枠で放送（「ワンダフル」がネットされなかった毎日放送では、1999年6月5日から6月26日に「アニメシャワー」枠内で放送された）。全4話。

### メインキャスト
- D伯爵 - 関俊彦
- レオン・オルコット - 小野坂昌也
- 部長 - 渡部猛
- ジル - 雪乃五月
- Qちゃん - 山田美穂

### ゲスト
Daughter
- ヘイワード氏 - 家中宏
- ヘイワード夫人- 山口由里子

一人娘のアリスを溺愛するあまり善悪の区別がつかない犯罪者に育ててしまい、挙句の果てに重度の麻薬中毒にさせてしまう。さらには然るべき治療を施せば更生出来たものを、娘の哀願に負けて薬を与えてしまった事で死に至らしめる。葬式の翌日にアリスの姿そっくりの兎を購入したが、夫人が水と野菜以外与えてはいけないという契約を破ってクッキーを与えたことで、アリスの腹からネズミのように兎が繁殖してしまう。夫のヘイワード氏は兎により喰い殺され、夫人もあわや殺されるかと思いきや、繁殖によってお菓子の中の添加物が猛毒となって蓄積し続けたことにより、一斉に兎たちが死んでいった。
- 依頼主 - 長嶝高士

Dから虎を購入したが、掛け軸だったことに抗議。しかし人前で見せてはいけないという約束を破ったので、掛け軸から本物の虎が出てきて喰い殺された。
- 野次馬A - 室園丈裕
- 隣人 - 福島菜七子
- 野次馬B - 石川和之
- アリス・ヘイワード - 吉田小百合

両親に溺愛されすぎるあまり、犯罪を重ねた上に重度の麻薬中毒になり死亡。
- 赤ん坊 - 進藤こころ

アリスの腹から出てきた子供たち。
Delicious
- イアソン・グレイ - 速水奨

歌姫エヴァンジェリンのマネージャーであり夫。彼女が結婚式の当日、船のデッキから転落死したことから罪悪感に苛まれ、彼女の姿をした人魚を購入する。しかしその人魚は空腹になると獰猛になり、イアソンの体を食べしまう。実は落ちたエヴァの上半身を食べていたが、実体が魚にも関わらずエヴァに見えていたのはそれが要因かは定かではない。
- ルイーズ・テッセン - 伊藤美紀

イアソンが本来愛していた女性。しかしそれを知ったエヴァは衝動的に自殺してしまう。イアソンと共に罪悪感に苛まれていた。
- エヴァンジェリン・ブルー

人気歌手。性格はかなりワガママ。自分に見向きもしなかったイアソンを奪い半ば強引に結婚する。しかし結婚式当日、イアソンとルイーズの密会現場を目撃してしまい、衝動的に船から身を投げずっと行方不明だった。イアソンがエヴァそっくりの人魚を購入したのと入れ違いに死体が発見される。
- ラジオのアナウンス - 千葉進歩

Despair
- ロビン・ヘンドリックス - 辻谷耕史

映画俳優。10年前の映画で一躍有名になったが、儚すぎる容姿ゆえにその後は作品に恵まれていない。爬虫類の飼育が趣味だが、それが原因でパトロンでもあった妻・エミリーから離婚されてしまう。目隠しをした女性の姿をしたメデューサのトカゲを購入。彼女を守るためオーディションに挑むも最終審査に惜しくも落選。失意の末に彼女の瞳を見てはいけないという約束を破り、目隠しを取ってしまったため、石化したように死亡。それを知った彼女も、鏡で自分の顔を見て心中した。
- アルバート - 古澤徹

ロビンのマネージャー。パトロンを失ったロビンに「仕事が見つからなくては、大事な爬虫類たちを売らなくてはならなくなる」と脅す。
- スタッフ - 田中一成

Dual
- 麒麟 (1) - 大友龍三郎

麒麟 (2) - 久川綾
ロジャーに買われた雌の麒麟で、名は慶麟。ロジャーの隠れた野心を見抜いていた。
- ケリー・ビンセント - 宮本充

ロジャーの幼馴染で秘書。彼を大統領にしようと躍起になっており、麒麟の話を聞きつけたのも彼である。暴走する幼稚園バスを助けるために犠牲になるが、その魂はロジャーの身体に乗り移った。
- ロジャー・T・スタンフォード - 真殿光昭

ケリーの幼馴染。祖父がDのペットショップで麒麟を購入し、アメリカ大統領になった。彼自身もカリスマ性に優れており、大統領に立候補したが、肝心の仕事はほとんどケリーに丸投げしていた上に、ナンシーがいるにも関わらず女遊びばかりしていた。幼稚園バス事故で英雄として讃えられるが、その身体にはケリーの魂が乗り移っていた。
- ナンシー・グレイスン - 日高奈留美

ケリーの恋人だが、彼の勧めで未来の大統領夫人になるようにということでロジャーと婚約する。だが、当人はファーストレディの席など興味はなく、普通の家庭を築くことを夢みており、彼には内心愛想が尽きていた。事故から目覚めたロジャーの言葉から彼がケリーだと確信する。
- バスの運転手 - 宇垣秀成

### スタッフ
- 監督 - 平田敏夫
- シリーズ構成 - 今川泰宏
- キャラクターデザイン・総作画監督 - 阿部恒
- 美術監督 - 加藤浩
- 撮影監督 - 山口仁
- 音響監督 - 本田保則
- 音楽 - 山口一久
- 音楽プロデューサー - 堀尾裕樹
- オープニングアニメーション - りんたろう
- アニメーションプロデューサー - 諸澤昌男
- プロデューサー - 落合芳行、源生哲雄
- アニメーション制作 - マッドハウス
- 製作 - TBS

### 主題歌
オープニングテーマ
「時空旅行」
作詞 - 有森聡美 / 作曲 - 山口一久 / 編曲 - 山口一久&LEGOLGEL / 歌 - LEGOLGEL〜ルゴルジェ〜
エンディングテーマ
「melody」
作詞 - 有森聡美 / 作曲 - SEI / 編曲 - 山口一久&LEGOLGEL / 歌 - LEGOLGEL〜ルゴルジェ〜

### 各話リスト
| 話数   | サブタイトル | 脚本     | 絵コンテ | 演出             | 作画監督   |
| ------ | ------------ | -------- | -------- | ---------------- | ---------- |
| 壱之談 | Daughter     | 今川泰宏 | 平田敏夫 | ながはまのりひこ | 江口摩吏介 |
| 弐之談 | Delicious    | 浦畑達彦 | 浜崎博嗣 | 浜崎博嗣         | 蒔田史海   |
| 参之談 | Despair      | 井上茜   | 川尻善昭 | 高柳滋仁         | 山沢実     |
| 四之談 | Dual         | 浦畑達彦 | 西村聡   | ながはまのりひこ | 田崎聡     |

## 演劇
演劇サークル「ひめりんご」により舞台化。
- 2004年4月10日 - 4月11日
  - 第2回公演「Petshop of Horrors〜ペットショップ・オブ・ホラーズ〜」
- 2006年3月17日 - 3月19日
  - 第4回公演「Petshop of Horrors〜Dead to the world〜」